# Жанет Хусарова
Жанет Хусарова  (на словашки: Janette Husárová) е професионална тенисистка от Словакия. Започва да се занимава с тенис активно още на 9-годишна възраст.
Жанет Хусарова започва да участва в състезания, организирани от календара на Международната тенис федерация от 1991 г. През 1992 г. достига до полуфинал в „Откритото първенство на Франция“ за двойки. В професионалната си кариера, словашката тенисистка печели 24 титли по двойки от календара на Женската тенис асоциация (WTA) и 11 титли от ITF състезания. От общо 35 титли по двойки, Жанет Хусарова е спечелила пет състезания, партнирайки си с рускинята Елена Дементиева и има също така пет титли, постигнати с помощта на Татяна Гарбин.
През 2002 г., Жанет Хусарова и нейната добра приятелка – руската тенисистка Елена Дементиева достигат до финалния мач на „Откритото първенство на САЩ“, където са надиграни от аржентинката Паола Суарес и Вирхиния Руано Паскуал с резултат 1:6, 2:6. Последната си титла на двойки печели през 2008 г. в Будапеща, където си партнира с Ализе Корне, заедно с която елиминират Ванеса Хенке от Германия и Йоана Ралука Олару.
През 2002 г. Жанет Хусарова участва в звездния отбор на Словакия за „Фед Къп“, в който участват още имена като Даниела Хантухова и Мартина Суха. Във финалната фаза на турнира словашките тенисистки, предвождани от Жанет Хусарова, надиграват Испания с 3:1 срещи.
Най-доброто си представяне в Световната ранглиста на женския тенис, словашката тенисистка регистрира през 2002 г., когато заема 31-ва позиция. В ранглистата по двойки нейното пиково класиране е през същата 2002 г., когато тя окупира третата позиция.